# Ittling (Simmelsdorf)
Ittling ist ein Gemeindeteil der Gemeinde Simmelsdorf im Landkreis Nürnberger Land (Mittelfranken, Bayern). Ittling liegt in der Gemarkung Wildenfels.

## Geografie
Das Dorf liegt am Osthang des Wolfslochs (561 m ü. NHN), einer Erhebung der Hersbrucker Alb. Zu Ittling gehört auch die 700 m südlich am Ittlinger Bach gelegene Ittlinger Mühle (436 m ü. NHN). Die Kreisstraße LAU 2/BT 30 führt nach Hetzendorf (4,5 km nördlich) bzw. nach Oberachtel (1,3 km südlich). Die Kreisstraße LAU 3/BT 29 führt nach Großengsee (1,9 km westlich) bzw. nach Schermshöhe (2,5 km östlich).

## Geschichte
Die erste Erwähnung des Ortes war 1011 als „Uttilingun“ in einer Schenkungsurkunde König Heinrichs II. an das von ihm gestiftete Bistum Bamberg.
Mit dem Gemeindeedikt (frühes 19. Jahrhundert) wurde Ittling der Ruralgemeinde Wildenfels zugewiesen. Im Zuge der Gebietsreform in Bayern wurde die Ittling am 1. Januar 1978 in die Gemeinde Simmelsdorf eingegliedert.
Im November 2005 hatte der Ort knapp 200 Einwohner, von denen die meisten evangelisch waren und zur Kirchengemeinde St. Helena in Sankt Helena gehörten. 2016 zählte Ittling 186 Einwohner.